# 金思轍
金 思轍（キム・サチョル、김사철、1847年陽暦8月21日 - 1935年陽暦2月17日）は、大韓帝国末期の官僚、日本統治時代の朝鮮における朝鮮貴族。号は由堂（ユダン、유당）。

## 生涯
李氏朝鮮の国王であった宣祖（在位：1567年 - 1608年）の継室だった仁穆王后の父親、副元委の金悌男の子孫。京畿道水原に生まれ、本貫は延安であった（延安金氏）。1871年に薦挙されて牧民官（목민관を務め、1878年に科挙に及第した後は、官職に進み、弘文館勤務や地方の県令、外交業務などに従事した。1883年に成均館司成（사성）に任命された。兵曺正郎を務めていた1888年から、駐在米国参務官として1年間米国で勤務した。
1892年に慶尚道暗行御史となった。1893年には日本に弁理公使として派遣された。1894年には都承旨を歴任し、1910年の日韓併合条約締結直後には、日本政府から男爵の爵位を授爵され、2万5千円の恩賜公債（은사공채）を受けた。金思轍は、朝鮮貴族に封じられた後、大きな宴を開いて喜びを表した。1912年には韓国併合記念章を受け、1915年には朝鮮総督府主導の植民支配を正当化し始政事業を宣伝するための始政五年記念朝鮮物産共進会京城協賛会の正会員として30円を寄付した。
1928年には、昭和大礼記念章を授与された。日本統治時代の間、京城府中部で「スファドン富者（수화동 부자）」と称され、富裕に暮らした。
2002年に発表された親日派708人名簿と、2008年に民族問題研究所が『親日人名辞典』に収録するためにまとめた親日人名辞典収録者名簿に、長男の金奭基とともに選定された。2009年に親日反民族行為真相糾明委員会が発表した親日反民族行為705人名簿にも含まれた。

## 家族関係
- 祖父：金頀淵（김호연）
  - 養父：金觀秀（김관수）
  - 実父：金綺秀（김기수）
    - 兄：金思軾（김사식
    - 弟：金思重（김사중
      - 長男：金奭基（김석기）
      - 次男：金楽基（김낙기）
      - 三男：金明基（김명기）
- 親族：金思濬（김사준）